# 12618 Cellarius
12618 Cellarius là một tiểu hành tinh vành đai chính với chu kỳ quỹ đạo là 2003.6337010 ngày (5.49 năm).
Nó được phát hiện ngày 24 tháng 9 năm 1960.